# Sunagocia carbunculus
Sunagocia carbunculus är en fiskart som först beskrevs av Valenciennes, 1833.  Sunagocia carbunculus ingår i släktet Sunagocia och familjen Platycephalidae. Inga underarter finns listade i Catalogue of Life.